# MS Liwiec
MS Liwiec – eks Seatern, drobnicowiec zbudowany w 1956 roku w stoczni Ottensener Eisenwerke AG w Hamburgu w Niemczech.

## Historia i rejsy
Zakupiony od norweskiego armatora na przełomie lat 1957/1958 częściowo za dewizy uzyskane ze sprzedaży statku MS Nida, częściowo z Funduszu Rozbudowy Floty (kosztował 166 000 GBP). Przejęty 11 stycznia 1958 roku w Oslo, pływał na różnych liniach regularnych PŻM i (od 1 stycznia 1970) PLO, m.in. do Reykjavíku oraz na detaszowanej linii Braiła–Lewant.
Jako pierwszy w PMH został przebudowany na kontenerowiec dowozowy. Powiększono mu luki i odpowiednio wzmocniono ładownie (wstawiono dodatkową gródź wodoszczelną); zdemontowano windy ładunkowe i maszty z bomami, zastępując je lekkimi masztami sygnalizacyjno-nawigacyjnymi; zastosowano pokrywy lukowe typu pontonowego, co pozwala ustawiać na nich kontenery (13 sztuk); ulokowano balast stały w podwójnym dnie.
Przebudowa „Liwca” stała się wzorem dla dalszych prac tego rodzaju. W nowej postaci statek eksploatowany był na liniach kontenerowych bliskiego zasięgu z bazą w Szczecinie.
2 lutego 1982 roku o godzinie 19.45 pod naporem lodów wszedł na skalistą mieliznę w Sundzie koło szwedzkiej latarni morskiej Lysegrund i uległ uszkodzeniu (rozdarte zewnętrzne poszycie pod trzema zbiornikami balastowymi), ale woda do wnętrza kadłuba się nie przedostała. Po dwóch dniach przybyły polskie jednostki: holownik "Posejdon" i kuter Ratownictwa Morskiego "Sztorm II". Statek stał na równej stępce, ściągnięcie go wydawało się bezproblemowe. 
Jednak w nocy z 3 na 4 lutego ponownie natarła kra. Lody wepchnęły "Liwca" głębiej na mieliznę czyniąc więcej zniszczeń, a ustąpiły dopiero 7 lutego. Dopiero wówczas można było przystąpić do akcji ratunkowej. By tego dokonać częściowo rozładowano statek (zdjęto kontenery) i odpompowano paliwo (gdyby pękły zbiorniki nastąpiłaby katastrofa ekologiczna).
Po ściągnięciu 10 lutego 1982 roku i odholowaniu do Świnoujścia Liwiec został (wobec nieopłacalności remontu) sprzedany armatorowi egipskiemu, pod banderę panamską.